# Nishada chryseola
Nishada chryseola là một loài bướm đêm thuộc phân họ Arctiinae, họ Erebidae.